# Episodi di Skam Italia (quarta stagione)
La quarta stagione di Skam Italia comprende dieci episodi e vede come protagonista Sana per le prime nove puntate, seguite da un finale che include diversi punti di vista.
| Nº | Titolo originale | Pubblicazione Italia |
| -- | ---------------- | -------------------- |
| 1  | Italiana         | 15 maggio 2020       |
| 2  | Mykonos          | 15 maggio 2020       |
| 3  | Peccato          | 15 maggio 2020       |
| 4  | Eclissi totale   | 15 maggio 2020       |
| 5  | Maschi alfa      | 15 maggio 2020       |
| 6  | L'amichetta tua  | 15 maggio 2020       |
| 7  | Domande stupide  | 15 maggio 2020       |
| 8  | Le sfigate       | 15 maggio 2020       |
| 9  | Chiudi gli occhi | 15 maggio 2020       |
| 10 | Insieme          | 15 maggio 2020       |